# Resolució 1475 del Consell de Seguretat de les Nacions Unides
La Resolució 1475 del Consell de Seguretat de les Nacions Unides fou adoptada per unanimitat el 14 d'abril de 2003. Després de reafirmar totes les resolucions sobre la situació a Xipre, en particular la resolució 1250 (1999), el Consell va lamentar la manca d'acord en un pla de regularització del país, a causa de l'"enfocament negatiu" del lideratge turcoxipriota.
La resolució va reiterar la importància d'assolir un acord polític global a Xipre i va encomiar al secretari general Kofi Annan per haver utilitzat la seva iniciativa de presentar un pla d'acord per reduir les diferències entre la República de Xipre i de Xipre del Nord. Va lamentar l'enfocament del lideratge turcoxipriota que va retardar un possible acord sobre un pla de referèndum simultani que va negar als turcs i grecoxipriotes la possibilitat de decidir per si mateixos, la qual cosa significa que no hi hauria cap conclusió abans del 16 d'abril de 2003, quan es signaria l'adhesió a la Unió Europea.
El Consell havia descrit el pla del secretari general com a "base única" per a noves converses.
El Consell de Seguretat va donar suport al pla de Kofi Annan del 26 de febrer de 2003 i va convidar a tots els interessats a negociar en el marc dels seus bons oficis.